# Równowaga rynkowa

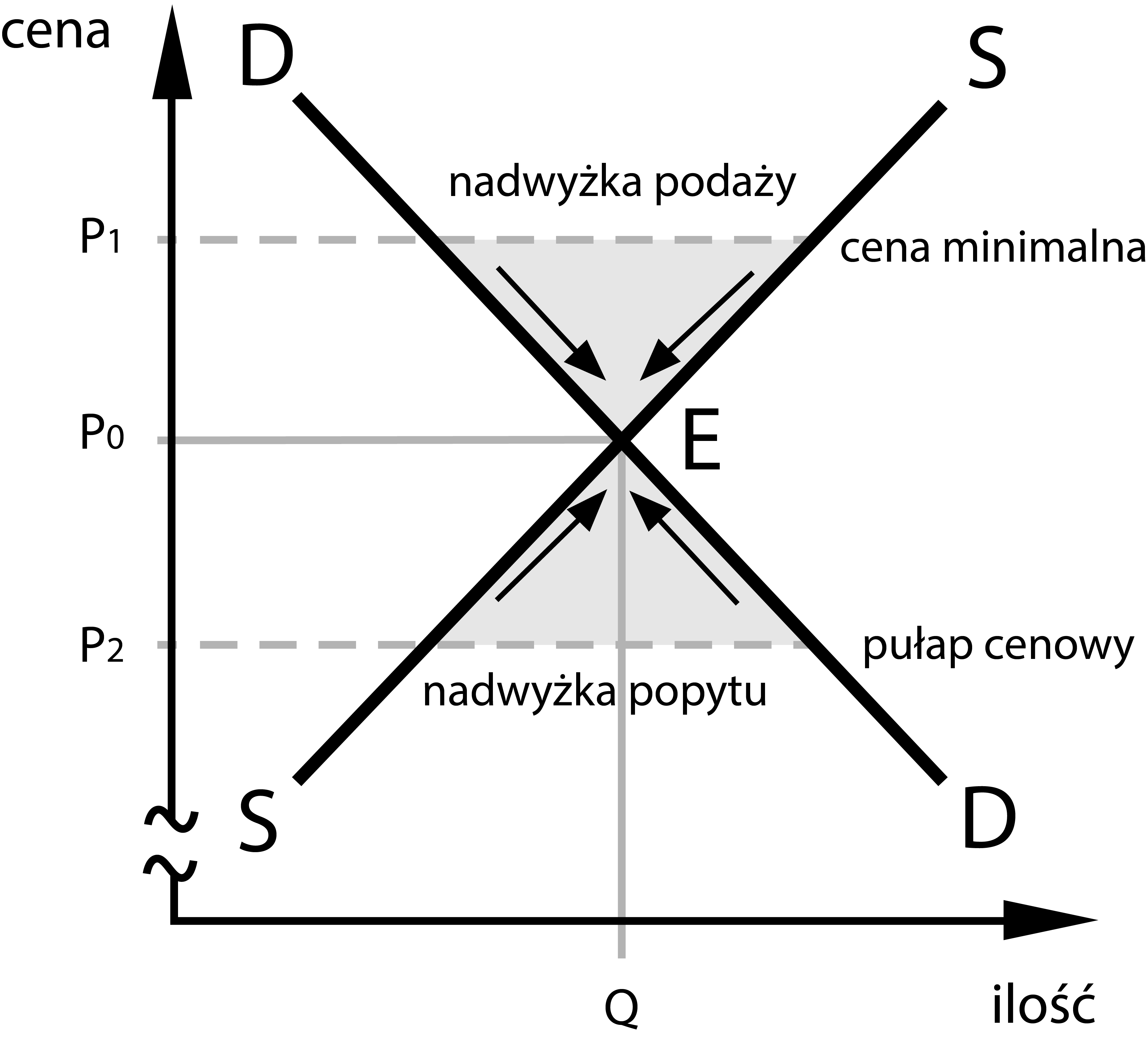
Równowaga rynkowa

Równowaga rynkowa – w mikroekonomii sytuacja na konkurencyjnym rynku, gdy krzywa popytu przecina krzywą podaży, wyznaczając cenę w równowadze i wielkość transakcji w równowadze. W takiej sytuacji rynek został oczyszczony, czyli wielkość popytu równa się wielkości podaży. Pokazuje to rysunek obok. 
Jeśli cena jest wyższa od równowagowej, P1, to na rynku panuje nadwyżka podaży nad popytem i aby rynek osiągnął równowagę, cena musi się obniżyć. Niższym cenom odpowiada wzrost wielkości popytu i zmniejszenie się wielkości podaży, aż do ich zrównania się. Taka sytuacja istnieje, gdy regulator wyznacza cenę minimalną. Jeśli natomiast cena jest niższa od ceny w równowadze, P2, to wielkość popytu jest większa od wielkości podaży i na rynku istnieje niedobór produktu. Powrót do równowagi jest możliwy po podwyższeniu ceny. Wyższym cenom odpowiada zmniejszenie się wielkości popytu i wzrost wielkości podaży aż do ich zrównania się. Taka sytuacja pojawia się na rynku, gdy regulator ustanowi pułap cenowy. 
Równowaga rynkowa jest stabilna, gdyż nikomu nie opłaca się handel po innych cenach niż cena równowagi. Równowaga na pojedynczym rynku to równowaga cząstkowa. Jeśli oczyszczone zostaną wszystkie rynki jednocześnie to osiągnięta jest równowaga ogólna.